# Дассо, Марсель
Марсель Дассо (фр. Marcel Dassault, первоначально Марсель Блох; 22 января 1892, Париж — 18 апреля 1986, Нёйи-сюр-Сен) — французский авиационный инженер, промышленник и политик.

## Биография
Родился в Париже 22 января 1892 года в еврейской семье Адольфа и Ноэми Блох и был младшим из четверых детей. Отец семейства был врачом. Марсель окончил лицей Кондорсе, коллеж Breguet и Высшую школу управления в области аэронавтики и машиностроения SUPAERO. После окончания образования в 1913 году стал авиационным инженером.
Когда началась Первая мировая война ему было 22 года. Учитывая его редкое и важное в военном смысле образование он не был отправлен на фронт, а работал в авиационной научно-исследовательской лаборатории Шале-Медон, где разработал новый тип авиационного пропеллера, а также участвовал в создании двухместного морского истребителя SEA IV.
В 1919 году он женился на Мадлен Минкес, дочери богатого еврейского торговца мебелью, у них было двое сыновей — Клод и Серж. В 1930 году основал компанию Société des Avions Marcel Bloch. Его компания была национализирована левым правительством в 1936 году, но он создал 12 декабря того же года общество с ограниченной ответственностью Société anonyme des avions Marcel Bloch (SAAMB) и остался управляющим в национализированной компании.
В начале Второй мировой войны служил в армии. Демобилизовавшись в 1940 году в звании младшего лейтенанта, был интернирован правительством Виши, а затем после отказа от сотрудничества с нацистами депортирован в концлагерь Бухенвальд с 1942 по 1945. После освобождения был награждён Военным крестом 1939—1945.
После войны в 1949 сменил фамилию на Дассо и переименовал компанию в Avions Marcel Dassault. Дассо был псевдоним его брата — генерала и одного из командующих французского Сопротивления Дариуса Поля Блоха. В 1950 году Марсель Дассо принял католицизм.
С 1951 года занялся политической деятельностью. Был депутатом Национального собрания с 1951 по 1955 и с 1958 до своей смерти, дважды избирался в Сенат.
Кроме бизнеса и политики Дассо принял участие в культурной жизни Франции, в частности продюсировал фильмы и писал сценарии. В 1985 году Дассо был одним из богатейших людей Франции. Кавалер Большого креста ордена Почётного легиона. Дассо был также крупным издателем: в частности, он основал журнал Jours de France.
Компания Дассо стала главным производителем самолётов для Военно-воздушных сил Франции. Марсель активно участвовал в разработке новых типов самолётов до 60-летнего возраста, после него компанию возглавил его сын Серж Дассо.
Марсель Дассо умер 17 апреля 1986 года в Нёйи-сюр-Сен, в возрасте 94 лет и похоронен в Париже на кладбище Пасси.

## Образ в кинематографе
- 2014 — Марсель Дассо — человек в плаще / Marcel Dassault, l’homme au pardessus (реж. Оливье Гиньяр / Olivier Guignard); в роли Марселя Дассо — Дени Лаван